# Vordingborg Køkkenet
Vordingborg Køkkenet er en dansk butikskæde, der sælger køkkener med hovedsæde beliggende i Vordingborg på Sydsjælland. Virksomheden havde i 2020 en samlet omsætning på 503 millioner kr. fordelt på 28 butikker og beskæftiger mere end 200 medarbejdere. 

## Historie
Vordingborg Køkkenet blev grundlagt i 1963 af Preben Jensen og Jens-Christian Dehn under navnet "Jensen og Dehn", men skiftede i 1964 navn til Vordingborg Køkkenet. I 1995 blev Vordingborg Køkkenet overtaget af familien Jacobsen, som stadig ejer virksomheden. Vordingborg Køkkenet er en kapitalkæde, hvilket vil sige, at virksomheden Vordingborg Køkkenet A/S, datterselskab af VK Holding, ejer alle butikkerne i kæden, og de styres centralt fra administrationen i Vordingborg. Indtil 2007 havde virksomheden egen produktion i Vordingborg, hvorefter produktionen blev outsourcet til den store tyske køkkenfabrik Nobilia.